# Романешты
Романешты (рум. Romăneşti, Ромэнешть) — село в Страшенском районе Молдавии. Относится к сёлам, не образующим коммуну.

## География
Село расположено на высоте 85 метров над уровнем моря.

## Население
По данным переписи населения 2004 года, в селе Ромэнешть проживает 1408 человек (699 мужчин, 709 женщин).
Этнический состав села:
| Национальность | Число жителей | Процентный состав |
| -------------- | ------------- | ----------------- |
| молдаване      | 1189          | 84.45             |
| русские        | 92            | 6.53              |
| украинцы       | 91            | 6.46              |
| румыны         | 13            | 0.92              |
| гагаузы        | 4             | 0.28              |
| болгары        | 3             | 0.21              |
| поляки         | 1             | 0.07              |
| прочие         | 15            | 1.07              |
| Всего          | 1408          | 100%              |